# Манастир Манасија
Манастир Манасија или Ресава, је један од најзначајнијих споменика српске средњовековне културе и најзначајнија грађевина која припада такозваној „Моравској школи“. Припада Епархији браничевској Српске православне цркве.
Налази се на територији Поморавског округа, на око 30 km од ауто-пута Београд-Ниш, близу Деспотовца.
Манастир Манасија је задужбина деспота Стефана Лазаревића, који је почео да га гради 1407, а завршио 1418. године. Манастирска црква је посвећена Светој Тројици, а освештена је о празнику Светог духа. Цео комплекс је опасан великим зидовима који су служили за одбрану. То је била утврђена целина која се састојала од укупно 11 кула, од којих се истицала донжон кула, познатија као Деспотова кула. Иако је сачувана тек трећина фресака у манастиру, живопис Манасије спада у ред највећих домета средњовековног сликарства.
Током радова на реконструкцији манастирске цркве у Манасији почетком 21. века, откривени су земни остаци, за које руководилац тих радова, археолог Марин Брмболић, сматра да припадају деспоту Стефану. ДНК анализа тих остатака је са 99,9378% тачности потврдила да се ради о сину кнеза Лазара.
Манастирски комплекс представља непокретно културно добро као споменик културе од изузетног значаја.
Старешине манастира биле су: Параскева Јовановић, Ангелина Радисављевић, Варвара Трифуновић и Павла Петровић. Од фебруара 2022. године Манасија је мушки манастир и старешина је протосинђел Павле.

## Историја манастира
Манастир је подигао деспот Стефан Лазаревић, познат и као Високи Стефан, чије се мошти, по мишљењу неких стручњака, налазе у јужном делу цркве, испод беле мермерне плоче. О оснивању манастира није сачувана повеља а такође ни летописи нису забележили податке о томе када је почела његова градња. Деспотов савременик и биограф Константин Филозоф једини је оставио податке о томе када је манастир саграђен.
...обилажаше горе и поља и пустиње, тражећи где би могао подићи жељену обитељ, стан за ћутање. Нашавши најприкладније и најбоље, где је требало да буде дом, помоливши се приступи делу, и положи основ у име Свете тројице сведржавнога божанства
Константин Филозоф даље каже да је манастир почео да се зида 1407. године. Градња је трајала више од десет година, а судећи по летописима манастир Манасија је сазидан 1418. године и те године у њега су се уселили монаси. Манастирска црква је посвећена Светој Тројици, а освештена је о празнику Светог Духа. Овом чину присуствовали су тадашњи Патријарх српски Кирило I уз пратњу сабора српских првосвештеника, игумана и властелина.
Овај догађај описао је Константин Филозоф. Он каже:
...да је манастиру приложио села и винограде, иконе златом и бисерјем украшене, књиге службене, одежде и сасуде црквене
У манастир је довео учене монахе, па је одмах после оснивања Манасија постала културни центар деспотовине. Њена „Ресавска школа“ била је преписивачка радионица и била је извор писаних дела и превода и после пада деспотовине, кроз цео 15. и 16. век. Књиге које су преписиване у Манасији биле су веома цењене.
Деспот Стефан Лазаревић је изненада преминуо у суботу, 19. јула 1427. године, од последица срчаног удара. Он је на повратку из Шумадије, где је био у свом летњем двору у селу Бело Поље, ка Београду, застао недалеко од данашњег Крагујевца код места Главица где се налазила једна његова задужбина, да би се одморио и ручао, после чега је отишао у лов. Током њега, док је био на коњу, Стефана је ударила срчана кап.
Данас постоји спорење научника око тога где се налазе посмртни остаци Стефана Лазаревића, у манастиру Копорину или у Манасији. Антрополог и палеопатолог Србољуб Живановић сматра да су кости откривене почетком 80-их година 20. века у Копорину Стефанове. До тог закључка дошао је основу анализе оштећења на костима, која одговарају повредама за које се зна да их је имао Стефан Лазаревић. Са друге стране, током радова на реконструкцији манастирске цркве у Манасији почетком 21. века, откривени су земни остаци, за које руководилац тих радова, археолог Марин Брмболић, такође сматра да припадају деспоту Стефану. Он своју тврдњу темељи на месту самог гроба у цркви, које одговара гробовима Стефана Немање у Студеници односно краља Милутина у тзв. Краљевој цркви у Софији. Касније је урађена ДНК анализа тих остатака и њом је утврђено, са 99,9378% тачности, да се ради о сину кнеза Лазара. Живановић пак сматра да се ради о Лазаревом млађем сину Вуку, док Брмболић тај налаз сматра потврдом своје претпоставке да ти остаци припадају Стефану. ДНК анализа костију пронађених у Копорину, није обављена, пошто владика Браничевски није дао сагласност за њихову анализу.
Након смрти деспота Стефана на српски престо је дошао Ђурађ Бранковић. За време његове владавине дошло је до угарско-турског рата. Угари су нападом продрли кроз Српску деспотовину и стигли чак до Крушевца, на шта су Османлије одговориле противнападом 1438. године, а већ следеће године дошло је до пада Смедерева, што је уједно означило и пад Српске деспотовине. Тиме је и манастир Манасија по први пут потпао под османску власт. Међутим већ 1444. године Ђурађ успева да поврати земљу, па је и Манасија враћена Деспоту.
У летописима 1456. године помиње се да је Манасија страшно страдала у пожару. Није познато колико је манастир страдао, али се претпоставља да је тада изгорела трпезарија као и још неке репрезентативне грађевине. Те године умире и Деспот Ђурађ, што је довело до раздора у породици око наследства. То су Турци искористили и успели да освоје Манасију 1458. године. Следеће, 1459. године по други пут пало је Смедерево, а то је означило и коначан пад Српске деспотовине. Читава држава се нашла под Османском влашћу.
Чим су освојили Србију, Турци су приступили управној подели земље као и попису становништва. Према првом попису 1476/78, у Манасији се налази диздар са 70 чланова пратње, што јасно показује да је манастир Турцима био веома важан због одбране. Према овом попису спомињу се и 14 клесара и зидара, што је јасни показатељ да је манастир био оштећен, а да су Турци желели да га што пре оспособе. Да манастир није запустео говори податак да су се према овом попису у манастиру налазила двојица калуђера. Године 1474. према једном летопису са цркве су скинута велика звона због издаје једног калуђера.
Како се померала граница према северу, тако је и манастир за Османлије изгубио свој ранији значај. Број војника је смањен, а о тврђави се старао народ из села Орашја. Према попису из 1516. први пут се спомињу у тврђави имам и хатиб, што јасно показује да је ту једно време постојала муслиманска богомоља. Аустријанци су 1689. накратко заузели Манасију, али су је Османлије брзо повратиле. Одредбама Пожаревачког мира Хабзбуршка монархија добија од Османског царства Срем, Банат и Краљевину Србију, а то је значило да и Манасија долази под управу Аустријанаца. Тада је забележена интензивнија градитељска активност. Почела је обнова припрате која је страдала у експлозији барута. Припрата је завршена 1735, о чему сведочи натпис изнад западног прозора припрате који је уклесан на двема каменим плочама:
ОБНОВИ СЕ ЛЕТА 1735. ОКТОБРА 2. ПРИ А(РХЕИПИСКОПУ) ВИКЕНТ(ИЈУ) ЈО(ВАНОВИЋУ). КТИТОР ПРИПРАТЕ ОВЕ ДРУГИ, ГОСПОДИН ОБЕР КАПЕТАН КОСТА ДИМИТИЈЕВИЋ
Тада је споменут и игуман Јоасаф који живи у манастиру. Ово је први податак који после дужег времена спомиње манастирско братство. Највероватније је тада постојала школа за свештенике и највероватније је обновљена преписивачка делатност. Када су се Османлије вратиле духовни живот је поново замро. Тако је било све до почетка 19. века и почетка Првог српског устанка када је духовни живот обновљен трудом калуђера Јоаникија.
Кнез Милош Обреновић је посетио Манасију 1832. године. Након тога је образовао посебно поверенство која је имала задатак да попише све манастире и цркве. По том извештају, 1839. године каже се да је Манасија у веома тешком стању и да се морају предузети рестаураторски радови. Радови на обнови Манасије су започели 1844. и тада су три свода највероватније на припрати потпуно президана, постављени су нови дрвени прозори и врата, унутрашњост цркве је омалтерисана. Године 1853. Герасим Стојковић професор на београдској богословији, родом из Арада, произведен је у чин архимандрита. Њему је тада поверена управа над манастиром који се оправљао. Руска царица Марија Александровна, жена руског цара Александра II даровала је манастиру „Четворојеванђеље“ у злату и сребру, као и један позлаћени крст. У цркви је 1864. постављен велики дрвени иконостас. Одређени радови вршени су и крајем XIX века вероватно као санација оштећења у источном делу цркве услед земљотреса. О томе сведочи натпис над вратима припрате.
ОПРАВКА 1895 ПОД ВЛАДОМ Њ. К. В. АЛЕК(САНДРА) I С. М. КИРИЛО
Од тада у манастиру се није градило што је проузроковало да утврђења полако пропадају. Због тога је 1929. године наређено да би се осигурали зидови, да се горњи делови кула поруше, зидови поравњају и њихове површине залију бетоном. Тиме су порушени оригинални делови кула и заувек уништени материјални остаци за њихову обнову. Године 1932. саграђен је спратни конак.
Манасија је од 1954. године женски манастир, а за потребе сестринства је саграђен савремени конак 1977. године. У североисточном делу манастира је 1985. саграђен конак за госте са библиотеком и свечаном трпезаријом.

## Истраживања и конзерваторски радови
Први истраживачки и рестаураторски радови вршени су од 1956. до 1964. године. Овим радовима је руководио проф. Слободан Ненадовић. Радови су обухватали обнову јужне фасаде храма, затим су замењени сви оштећени блокови на цркви, рестауриран је мозаички под у припрати и извршено бојење унутрашњих површина зидова без животописа. Сликар Бранислав Живковић је радио чишћење зидног сликарства, а извршена су и сондажна истраживања темеља. Делимично су истражени остаци средњовековне трпезарије, а велики радови су вршени и на Деспотовој кули. Извршена је и конверзација појединих кула и бедема. Захваљујући високом степену очуваности кула и бедема започета је њихова обнова деведесетих година 20. века. Потпуно је обновљен спољни изглед донжона, и обновљене су куле и бедеми према капији.
На цркви су реконструисани прозорски оквири, а започета је и делимична обнова фасаде 2005. године. Исте године започета су археолошка истраживања. Ископавања су почела у северном делу манастирске порте, а наредне, 2006. године спроведена су и у наосу цркве. Том приликом истражен је гроб деспота Стефана и гробница у припрати.

## Архитектура
Изглед манастирског комплекса одредиле су доста несигурне прилике у Српској деспотовини у то доба. Доста се у то време промишљало о одбрани здања. Цео комплекс је опасан великим зидовима који су служили за одбрану. То је била моћна целина која се састојала од 11 кула, а од њих се истицала донжон кула, познатија као Деспотова кула. Главни објекат манастирског комплекса је црква Свете Тројице која према свом просторном склопу и архитектонском решењу спада међу најлепше цркве моравског стила. Осим цркве, трпезарија и велики број других објеката је сада у рушевинама. Манастирска трпезарија која је сада у рушевинама поред архитектонске вредности има и културно-историјски значај, јер је у њој радила ресавска преписивачка школа.

### Манастирско утврђење
Утврђење представља посебност манастира Манасије која спада у врхунска остварења српске архитектуре касног средњег века. Манастир окружују једанаест кула, а размаци међу кулама су већи на источној, а мањи на западној страни због лакше одбране од напада непријатеља. Куле су повезане одбрамбеним зидовима да би браниоци могли да се крећу. Једино је Донжон кула изузетак, јер се у њу не може ући са бедема. На удаљености од два метра, око читавог утврђења подигнут је још један одбрамбени зид. Он је омогућавао двостепеност одбране манастира. Касније је овакав начин примењен и приликом градње Смедеревске тврђаве.
Око самог утврђења налазио се ров који је био широк око 17 метара и он се спуштао све до Малог града. „Мали град“ је био истурени део тврђаве величине 20х60 метара у североисточном делу манастира. Претпоставља се да се преко рова налазио дрвени мост који је водио до прве капије у спољном одбрамбеном зиду, а одатле до друге капије како би се ушло у манастирско двориште. Капија се налазила између две куле, а изнад саме капије се налазила двојна машикула.
Куле су по својим архитектонским решењима истоветне, а разлике постоје само у основи. Две куле имају облик неправилног шестоугаоника, док остале куле имају издужену четвороугаону основу. Куле су биле подељене на спратове, свака је имала приземље и шест спратова. Са четвртог спрата могло се ићи на бедем. Свака кула имала је истурене машикуле. На шестоугаоним било је пет машикула, а на четвороугаоним шест. На целом утврђењу било је укупно 104 машикуле. Куле су биле покривене оловним лимом, а саме куле су искључиво служиле за одбрану и нису служиле за смештај људи и становање.
Одбрамбени зидови били су високи 12 метара и широки око 3,20 метара. На сваком бедему биле су 2 или три машикуле. Кула која се издваја од осталих је Донжон кула. Основа је квадратног облика, а величина стране је око 14,5 метара. Укупна површина куле која има приземље, пет спратова и шетну стазу је 360 m². Имала је један улаз, а на петој етажи се налазило 19 машикула.

### Манастирска црква
Црква која се налази у манастирском насељу посвећена је Светој Тројици. Једна је од најзначајнијих архитектонских споменика Моравског стила у Србији. По карактеру фасадних декорација она се веома разликује од других цркава ове епохе. Црква се састоји из два одвојена дела, наоса на истоку и припрате на западу. Горњу сводну конструкцију носе четири висока стуба са по четири полуколонете који су прислоњени на углове стопа. У средини наоса уздиже се купола. Зидови су са спољашње стране озидани прецизно клесаним блоковима пешчара чија дужина понекад прелази и један метар, сложеним у правилне редове.
Наос има четири врата, два се налазе у западном зиду, а по једна у певничким апсидама. Сва врата су исте једноставне конструкције. Прозори су постављени у две зоне осим на западном зиду, али су само делимично очувани. Припрата манастирске цркве налази се западно од jana наоса. Њена основа је квадратна и одговара ширини наоса. Горња сводна конструкција је у облику развијеног уписаног крста, идентична као у наосу.
Припрата је покривена високим двосливним кровом. Северна фасада припрате је добро очувана, а изграђена је од квадера пешчара у правилним редовима. Лице јужног зида је оштећено да се на њему ништа не може распознати. Западни зид је изведен од секундарно употребљених блокова пешчара. У припрати од три врата сачувана су само једна у северном зиду. Сачуван је делимично камени под од белог мермера, зелене серпентинске брече и црвеног кречњака у припрати. Данашњи изглед припрата је добила након обнове у XVIII и 19. веку. Током обнове 1735. године припрата је покривена ћерамидом. Црква је због лошег стања поново обновљена 1844/1845. када је уклоњена ћерамида, а припрата је покривена лимом. Делимично су президани и западни сводови, израђен нови калкан, његов венац и дрвена кровна конструкција. Претпоставља се да је припрата имала решење развијеног уписаног крста. Првобитна сводна конструкција изгледала је идентично као и данас, носила су је четири стуба кружног пресека на профилисаним стопама. На средишњем налазила се слепа калота.
По својој замисли и извођењу унутрашњег простора, по типу основе припада моравској групи споменика. Међутим за разлику од тада уобичајеног архитектонског склопа, у Манасији је остварено архитектонско дело које се доста разликује од других цркава ове епохе. Избор градива, дискретна примена каменог украса показује да се доста одступило од до тада устаљених решења. Фасада обложена каменим тесаницима брижљиве обраде, фасаде са смишљеном и оскудном пластичном декорацијом делују више монументално него живописно. Поједини декоративни елементи као што је на пример хоризонтални венац са лучним фризом које носе профилисане конзоле и мали капители са колонетама на апсидама воде порекло из приморја. Унутрашњост цркве скрива ненаметљиву хармонију коју потенцира под обликован у виду мозаика што представља ретку и оригиналну творевину у српској средњовековној архитектури.

### Манастирска трпезарија
Јужно од цркве налази се трпезарија, која има правоугаону основу. То је најбоље очувана грађевина првобитног манастирског насеља. Трпезарија је била дугачка 32 и широка 16,8 метара. Капацитет је био између 250 и 300 особа. Састојала се из две етаже: приземља и спрата. Приземље је служило за смештај хране, а на спрату је била просторија за обедовање. Главна фасада трпезарије је северна и она је била окренута према цркви. У северном зиду се налазио улаз у приземље, али је такође постојао и мањи улаз источном делу јужног зида. Два симетрична прозора су се налазила на северном, источном и западном делу приземља.
Техника зидања истоветна ја као на кулама и бедемима. Зидови су грађени ломљеним и крупним каменом, у кречном малтеру. Међуспратна конструкција била је дрвена. Подвлака је носила 38 греда, а она се ослањала на четири дрвена стуба. О крову се не може ништа поуздано рећи, али се претпоставља да је за кров употребљено олово. Унутрашњост зидова у приземљу више не постоји, мада може се претпоставити да су били омалтерисани. Такође извесно је да је сала за обедовање била осликана.

### Остале грађевине
У оквиру манастирског насеља осим цркве и трпезарије постојале су и друге грађевине које су биле неопходне за живот монашке заједнице. То су биле монашке келије, оставе, радионице и болница. Они су углавном били изграђени од лаког материјала и због тога су временом нестали. О њима сада сведоче остаци зидова.
У северном делу порте постојала су два објекта, један западно, а други источно од Донжон куле. Западна грађевина има издужену правоугаону основу дужине 25 и ширине око 7,5 метара. Северни и западни зидови чине бедеми утврђења, док су јужни и западни окренути ка порти, а њихови зидови су дебели 1 метар и зидани су ломљеним каменом. Приземље грађевине је зидом подељено на две просторије неједнаке величине. Претпоставља се да је на овом месту прво постојала грађевина од дрвета која је имала приземље и можда један спрат, а да је касније изграђена нова која је зидана каменом и имала је два спрата. Грађевина источно од Донжон куле била је дугачка око 33 метара, а широка око 8,5 метара. Имала је приземље и један спрат. Била је саграђена од дрвета, а приликом сондажних испитивања је пронађена велика количина ћерамиде и дебели слој угљенисаног дрвета, што показује да је грађевина страдала у пожару.
Изузимајући трпезарију, највећа грађевина манастирског насеља налазила се у источном делу порте. Била је дугачка око 60 метара, а имала је приземље и спрат. Још две грађевине се налазе у западном делу порте, једна јужно од улаза, а друга наспрам западне фасаде цркве. Грађевина јужно од улаза је уз трпезарију најбоље очувана. Правоугаоне је основе величине око 6,5 са 13,5 метара. Прислоњена је уз кулу, имала је приземље и два спрата и зидана је ломљеним каменом. Као и већина објеката и она је страдала у пожару после којег је највероватније обновљена. Грађевина наспрам западне фасаде цркве је величине око 7 са 13,5 метара и правоугаоне је основе. Остаци зидова су висине од око 0,6 до 2 метра и зидани су ломљеним каменом. За разлику од других објеката манастирског насеља није прислоњена уз бедем што наводи на претпоставку да је настала у каснијем периоду.

## Живопис
Иако тешко оштећен, живопис Манасије спада у ред највећих домета српског средњовековног сликарства. Од очуваних фресака најзанимљивија је ктиторска композиција на западном зиду главног дела цркве на којој деспот Стефан држи у једној руци повељу а у другој модел манастира. На тој фресци је он у владарским одорама са владарским инсигнијама.
На јужном и северном зиду - у певницама - очувани су величанствени ликови светих ратника. У горњим зонама певница насликане су сцене из живота Господа Христа и илустроване Његове приче из Јеванђеља. У главном кубету су представљени старозаветни пророци. У олтару је насликано Причешће апостола и Поворка светих отаца, међу којима је (последњи у реду према северу) први српски архиепископ - Свети Сава. На стубовима су добро очувани медаљони са попрсјима светитеља, као лик светог арханђела Михаила (на јужном) и светог Петра Александријског (на северном стубу).
Манасија је рушена и пустошена много пута. Остало је забележено да је страдала 1439, 1456, 1476, и 1734, али је и обнављана 1735, 1806, 1810, и 1845. године. Завод за заштиту споменика културе СР Србије је 1956. године урадио обимне конзерваторско-рестаураторске радове укључујући и чишћење и конзервацију фресака.
Обнова и рестаурација манастира Манасије траје и данас. Очекује се да комплетна обнова буде завршена на дан њеног првобитног завршетка 2. августа 2018. године.

## Галерија
- Црква и утврђење
- Олтарски простор
- Фреска на стубу у Манасији
- Сцена Рука Божија са душама праведних
- Сцена Недремано око
- Стара трпезарија
- Стара трпезарија улаз
- Свети ратници у Манасији
- Св. Тројица - улаз у манастир
- Манастирски конак
- Манастирска трпезарија
- Манасијска звона
- Манасија бочни улаз
- Манасија - црква и кула
- Макета Деспотове куле
- Купола Манасија
- Куле Манасије
- Гроб Стефана Лазаревића
- Купола
- Конаци манастира
- Деспотов пирг
- Деспот Стефан - фреска у природној величини
- Бедеми кула у Манасији
- Поглед са северне стране
- Сликано дроном
- Зидине манастира